# Jorge Hirsch Ganievich
Jorge Gustavo Hirsch Ganievich (La Plata, Argentina; 1955) es un físico, profesor e Investigador argentino-mexicano. Se desempeña como investigador y docente en el Instituto de Ciencias Nucleares de la Universidad Nacional Autónoma de México.

## Biografía
Nacido en La Plata, Argentina; cursó la licenciatura y maestría en física en la Universidad Nacional Autónoma de México y posteriormente realizó un doctorado en física en la Universidad Nacional de La Plata. Ha realizado estancias de investigación en la Universidad de Giessen, en la Universidad de Louisiana, en el Consejo Superior de Investigaciones Científicas de Madrid, en el Laboratorio GANIL, en el Laboratorio Nacional de Oak Ridge, en la Universidad de Notre Dame, entre otros.
Regresó a México en 1991, como investigador en el departamento de física del Centro de Investigación y de Estudios Avanzados del Instituto Politécnico Nacional, y en 1998 comenzó a desempeñarse como investigador en el departamento de estructura de la materia en el Instituto de Ciencias Nucleares de la UNAM.
Sus investigaciones se han dirigido a la física nuclear, a la física de neutrinos, al problema de muchos cuerpos en mecánica cuántica y a la óptica cuántica. Sobre estos temas ha publicado más un centenar de artículos en revistas internacionales arbitradas, además de memorias en extenso en congresos, que han recibido más de dos mil citas. Ha sido invitado a presentar conferencias en congresos internacionales y en diversos centros de investigación alrededor del mundo. De igual forma ha publicado artículos de divulgación en diversos medios, y participado en la organización de una docena de eventos científicos internacionales, entre los que cabe destacar la Escuela Mexicana de Astrofísica.
Es miembro de la Sociedad Mexicana de Física, cuya división de física nuclear presidió en 2003 y 2004, y de la Academia Mexicana de Ciencias. Ha sido miembro y presidente del comité evaluador del área de ciencias exactas del Conacyt, y entre 2001 y 2006 presidió el comité de evaluación del área de fortalecimiento institucional (antes repatriaciones y retenciones) del Conacyt. Entre 2002 y 2006 fue miembro del comité de trabajo en el área de ciencias exactas, naturales y salud del Foro Consultivo Científico y Tecnológico. En el Instituto de Ciencias Nucleares se ha desempeñado como secretario académico (2004-2008) y jefe del departamento de estructura de la materia (2008-2012). Recibió la Medalla Marcos Moshinsky en diciembre del 2012.
Es fundador, y actual presidente del consejo directivo del Programa Adopte un Talento (PAUTA), que promueve el desarrollo de habilidades para la ciencia en niñas, niños y jóvenes a través de talleres interactivos. El programa opera actualmente en la Ciudad de México, Chiapas, Michoacán y Morelos, y acompaña anualmente a más de 1500 estudiantes y cientos de profesores de educación básica.

## Premios, distinciones y membresías
- Medalla Marcos Moshinsky (2012)[3]
- Miembro de la Sociedad Mexicana de Física[2]
- Miembro de la Academia Mexicana de Ciencias[4]